# 레반트 아랍어

레반트 아랍어(شامي [šāmi, 샤미])는 레반트 지역(오늘날의 시리아, 요르단, 레바논, 팔레스타인, 이스라엘, 튀르키예 일부)에서 쓰이는 아랍어의 변종(암미야)을 가리킨다. 화자 수는 약 5,400만 명 이상으로 이집트 아랍어에 이어 아랍 세계에서 2번째로 큰 영향력을 가진 구어체 아랍어이다.
레반트 아랍어는 어떠한 국가에서도 공용어의 지위를 가지고 있지 않으며, 요르단, 레바논, 팔레스타인, 시리아에서는 일상적인 의사소통에 널리 쓰이는 다수 언어임에도 불구하고 대부분의 서면 자료와 공식 문서, 미디어는 현대 표준 아랍어(푸스하)를 사용한다. 다만 최근에는 소셜 미디어의 등장으로 레반트 아랍어의 서면 사용이 증가하고 있다.
하위 방언 분류는 명확하지 않으며, 방언 간의 유사성은 지리적, 정치적 경계를 초월한다. 예를 들어 한 도시에서 사용되는 방언이 같은 국가의 농촌 방언보다 다른 국가의 도시 방언과 더 가까운 경우도 있고, 같은 지역 내에서도 사회적, 종교적 집단(드루즈인, 마론파 등)에 따라 방언 차이가 클 수 있다. 그럼에도 현대에는 각 국가에서 일어난 언어적 동질화로 인해 대략적인 방언 구획이 가능한데, 흔히 지역에 따라 시리아 아랍어(알레포 아랍어와 다마스쿠스 아랍어), 레바논 아랍어, 팔레스타인 아랍어, 요르단 아랍어로 구분한다.

## 같이 보기
- 아랍어의 변종
- 레반트